# Дарьяуреч
Дарьяуреч (устар. Артучь-Дарья, устар. Артучь, устар. Туришдара, в верховье и среднем течении Уреч) — река, протекающая по территории Пенджикентского района Согдийской области Таджикистана. Правый и самый крупный приток реки Кштут (бассейн Зеравшана)
Длина — 24 км. Площадь водосбора — 162 км². Среднесуточный расход воды — 3,24 м³/с. Средневзвешенная высота водосбора — 2880 м. Среднеквадратичное отклонение — 720 м.

## Общее описание

### Течение
Начало берёт в 2,2 км южнее юго-запада от перевала Куликалон. На протяжении 2 км начиная от истока, река течёт в западном направлении. Перед выходом из ущелья поворачивает на северо-запад, а через 1 км принимая справа два безымянных притока меняет направление на юго-западное. Спустя 1 км впадает в безымянные озёра, а затем в озеро Куликалон расположенные в Куликалонской котловине. Вытекая из озера Куликалон, течёт в основном в северо-западном направлении. Через 3,5 км справа принимая реку Кахистан поворачивает на запад, а ещё через 2 км у альплагеря Артуч на северо-запад. В среднем и нижнем течении русло менее извилистое, течёт главным образом в северо-западном направлении вплоть до впадения в Кштут у села Кульяли.

### Характеристики стока
Количество рек протяжённостью менее 10 км расположенных в бассейне Дарьяуреч — 18, их общая длина составляет 36 км. Средний расход воды — 3,56 м³/с. Максимальный среднесуточный расход — 5,08 м³/с (1960), минимальный — 1,62 м³/с (1965). Средний слой стока в половодье — 181 мм. 73 % стока от годового приходится на половодье. Начало половодья — середина апреля, окончание половодья — середина октября. Средняя продолжительность половодья — 189 дней в год.
Коэффициент внутригодового стока — 1,28. Месяц с наибольшим стоком — июль. 40 % от годового стока приходится на период с июля по сентябрь. Тип питания — ледниково-снеговое.
Дарьяуреч входит в I группу рек с летним лимитирующим сезоном. В таблице приведены следующие характеристики стока реки (место измерения посёлок Кульяли).
| Водность года    | Месячный сток (%) | Месячный сток (%) | Месячный сток (%) | Месячный сток (%) | Месячный сток (%) | Месячный сток (%) | Месячный сток (%) | Месячный сток (%) | Месячный сток (%) | Месячный сток (%) | Месячный сток (%) | Месячный сток (%) | Сезонный сток (%) | Сезонный сток (%) | Сезонный сток (%)  |
| Водность года    | I                 | II                | III               | IV                | V                 | VI                | VII               | VIII              | IX                | X                 | XI                | XII               | Весна (IV—VII)    | Лето (VIII—IX)    | Зима-лето (X—III)! |
| ---------------- | ----------------- | ----------------- | ----------------- | ----------------- | ----------------- | ----------------- | ----------------- | ----------------- | ----------------- | ----------------- | ----------------- | ----------------- | ----------------- | ----------------- | ------------------ |
| Многоводный      | 4,2               | 3,6               | 2,9               | 5,2               | 10,5              | 13,5              | 17,1              | 15,5              | 8,9               | 7,1               | 6,2               | 5,3               | 65,5              | 26,4              | 8,1                |
| Средний          | 4,6               | 4,2               | 3,6               | 4,3               | 8,9               | 14,1              | 16,8              | 12,5              | 11,3              | 8,3               | 6,2               | 5,2               | 63,6              | 28,5              | 7,9                |
| Маловодный       | 4,5               | 3,9               | 4,2               | 3,5               | 7,9               | 14,0              | 15,4              | 13,0              | 11,4              | 9,1               | 7,4               | 5,7               | 61,8              | 30,5              | 7,7                |
| Очень маловодный | 5,1               | 4,5               | 3,6               | 3,1               | 7,4               | 12,3              | 14,6              | 13,1              | 10,7              | 10,5              | 8,6               | 6,5               | 58,1              | 35,2              | 6,7                |

### Поверхность площади водосбора
Согласно данным справочника «Ресурсы поверхностных вод СССР» (1971) изреженная растительность и полупустынные зоны занимают 5,1 % от общей площади бассейна Дарьяуреч, 15,2 % — скалистые обнажения, осыпи, ледники и фирновые поля. Густой травяной покров, субальпийские и альпийские луга занимают 45,2 %, а леса, заросли кустарника и редколесье — 34,5 %.
Площадь бассейна с преобладанием горных пород делится следующим образом:
1. Мелкозём, суглинки, супеси, суглинистые и супесчаные отложения — 0,1
2. Галечники и пески — 0,1 %
3. Сланцы, глины, алевролиты — 24,8 %
4. Песчаники, конгломераты — 25 %
5. Карбонаты, глины, мергели, известняки, доломиты, соли — 30 %
6. Интрузивы, эффузивы, метаморфические — 10 %